# Damalacantha vacca
Damalacantha vacca är en insektsart som först beskrevs av Fischer von Waldheim 1846.  Damalacantha vacca ingår i släktet Damalacantha och familjen vårtbitare. Inga underarter finns listade i Catalogue of Life.